# Побегайло, Михаил Сергеевич
Михаил Сергеевич Побегайло — советский хозяйственный и политический деятель.

## Биография
Родился в 1914 году в Харькове. Член КПСС.
Окончил Харьковский авиационный институт.
Участник Великой Отечественной войны: штабной и инженерный работник в составе Управления ВВС Уральского военного округа
В 1947—1960 гг. — старший технолог, начальник цеха, секретарь парткома Харьковского радиозавода.
В 1960—1962 гг. — начальник управления радиоэлектронной промышленности Харьковского совнархоза.
В 1962—1966 гг. — главный инженер Физико-технического института АН УССР.
В 1966—1977 гг. — первый секретарь Киевского райкома КП Украины города Харькова.
Делегат XXIV и XXV съездов КПСС.
Умер в 1989 году в Харькове.